# 中頓別站

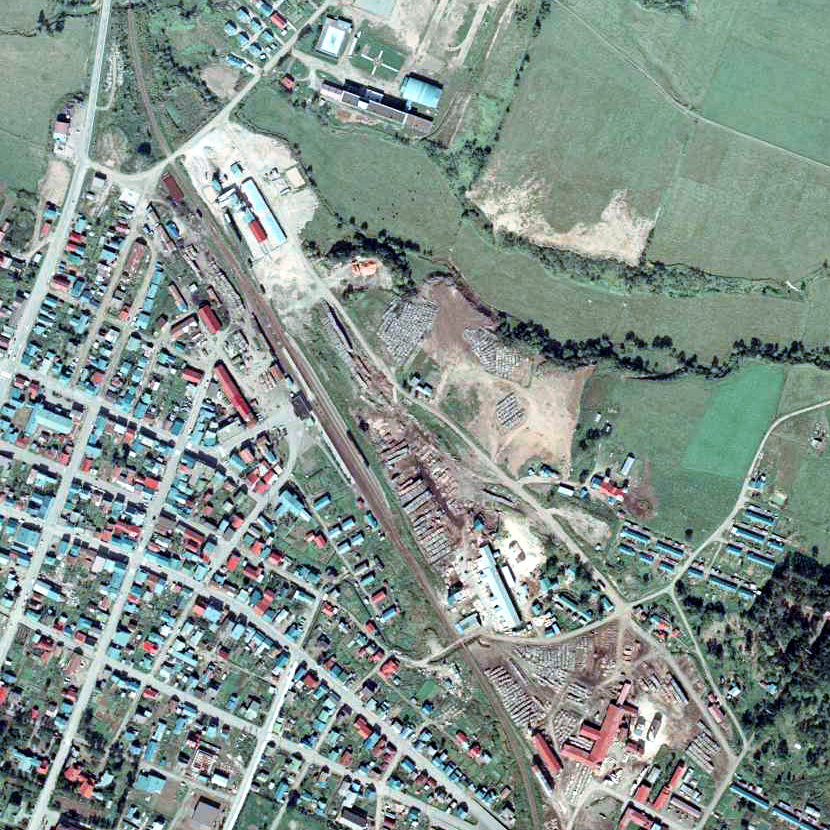
1977年的中頓別站與方圓約750米範圍。上方為濱頓別方向。當時設有2面2線的單式月台，車站大樓旁邊靠近濱頓別一方設有貨物月台和引込線，從該處設有留置線向濱頓別一方延伸。此外，車站後方設有2條副本線。在音威子府一方設有連接木工場的短引込線。

中頓別站（日语：／ Naka-Tombetsu eki */?）是位於北海道枝幸郡中頓別町字中頓別，北海道旅客鐵道（JR北海道）的天北線車站（廢站）。隨著天北線廢線，車站在1989年（平成元年）5月1日廢除。
在天北線廢除時行走的急行「天北」停靠此站。

## 歷史
- 1916年（大正5年）10月1日 - 鐵道院宗谷線小頓別站至此站之間開通，此站啟用[2][1][3]。當時為一般車站[1]。
- 1918年（大正7年）8月25日 - 此站至濱頓別站之間開通，成為中邊站[3]。
- 1919年（大正8年）10月20日 - 路線名稱改為宗谷本線，成為宗谷本線車站。
- 1930年（昭和5年）4月1日 - 音威子府站至稚內站之間的路段改名為北見線，成為北見線車站[3]。
- 1949年（昭和24年）6月1日 - 日本國有鐵道成立，成為日本國有鐵道車站。
- 1961年（昭和36年）4月1日 - 路線改名為天北線，成為天北線車站[3]。
- 1975年（昭和50年）12月 - 車站大樓翻新。
- 1984年（昭和59年）2月1日 - 終束處理貨物和行李業務[1]。
- 1987年（昭和62年）4月1日 - 伴隨國鐵分割民營化，車站由北海道旅客鐵道（JR北海道）營運[1]。
- 1989年（平成元年）5月1日 - 天北線全線廢除，此站也廢除[1][3]。
- 1990年（平成2年）11月 - 車站遺址建設了天北線紀念公園[4]。

## 車站構造
截至車站廢除前，車站是一座地面車站，設有2面2線的單式月台（千鳥式配置），可進行列車交會。車站大樓一方的月台北邊與對面月台南邊之間設有站內平交道連接。車站大樓月台（西邊）是下行線，對面月台（東邊）是上行線。此站的貨物專用側線已經撤走。在下行線濱頓別一方分支的路軌為留置線（前貨物側線），該處可停泊維護路軌車輛（軌道工程車）。截至1983年（昭和58年），車站大樓鄰接一座單式月台，對面設有島式月台（兩側均可上下車）。在上行線設有分支，連接島式月台外邊的一條側線，該處向南稚內一方也有分支一條側線。
此站是職員配置車站，車站大樓位於站內的西邊，連接站內平交道與大樓旁邊的月台。在1975年（昭和50年），中頓別町當時購買了國鐵債券，並把鋼筋製的車站大樓翻新，當時的車站大樓中設有抽水式廁所，在地方路線中比較少見。

## 站名的由來
車站名稱取自地名。地名中的「頓別」在阿伊努語為「トウ・ウン・ベツ」，其意思是「從沼澤中流出的河流」。然後再冠以「中」字，這是由於地區在河流的中流區域。

## 使用狀況
- 1981年度（昭和56年度）的1日上下車人次為263人[5]。

| 乘車人員變化 | 乘車人員變化 |
| 年度         | 1日平均人次  |
| ------------ | ------------ |
| 1921         | 232          |
| 1935         | 114          |
| 1953         | 317          |
| 1965         | 485          |
| 1970         | 430          |
| 1980         | 263          |

## 車站周邊
- 北海道道399號中頓別停車場線
- 北海道道120號美深中頓別線（日语：北海道道120号美深中頓別線）
- 國道275號（頓別國道）
- 中頓別町公所
- 枝幸警署（日语：枝幸警察署）中頓別駐在所
- 中頓別郵局
- 中頓別中學
- 中頓別小學
- 稚內信用金庫（日语：稚内信用金庫）中頓別分店
- 中頓別町農業協同組合（JA中頓別町）
- 中頓別鍾乳洞 - 距離車站約4公里。為北海道自然紀念物[5]。
- 頓別川[8]
- 知駒岳 - 車站西邊[9]。海拔532米。在山上可遠眺鄂霍次克海和日本海[5]。山上設有知駒中繼站（日语：知駒中継局）。
- 壽公園 - 公園內展示了9600形蒸汽機車49648號機[10]。在1975年（昭和50年）5月，該機車負責行走宗谷本線的SL告別列車（日语：さよなら列車）班次で[11]。在巴士總站二樓的鐵道紀念館展示了相片[12]。

## 現況

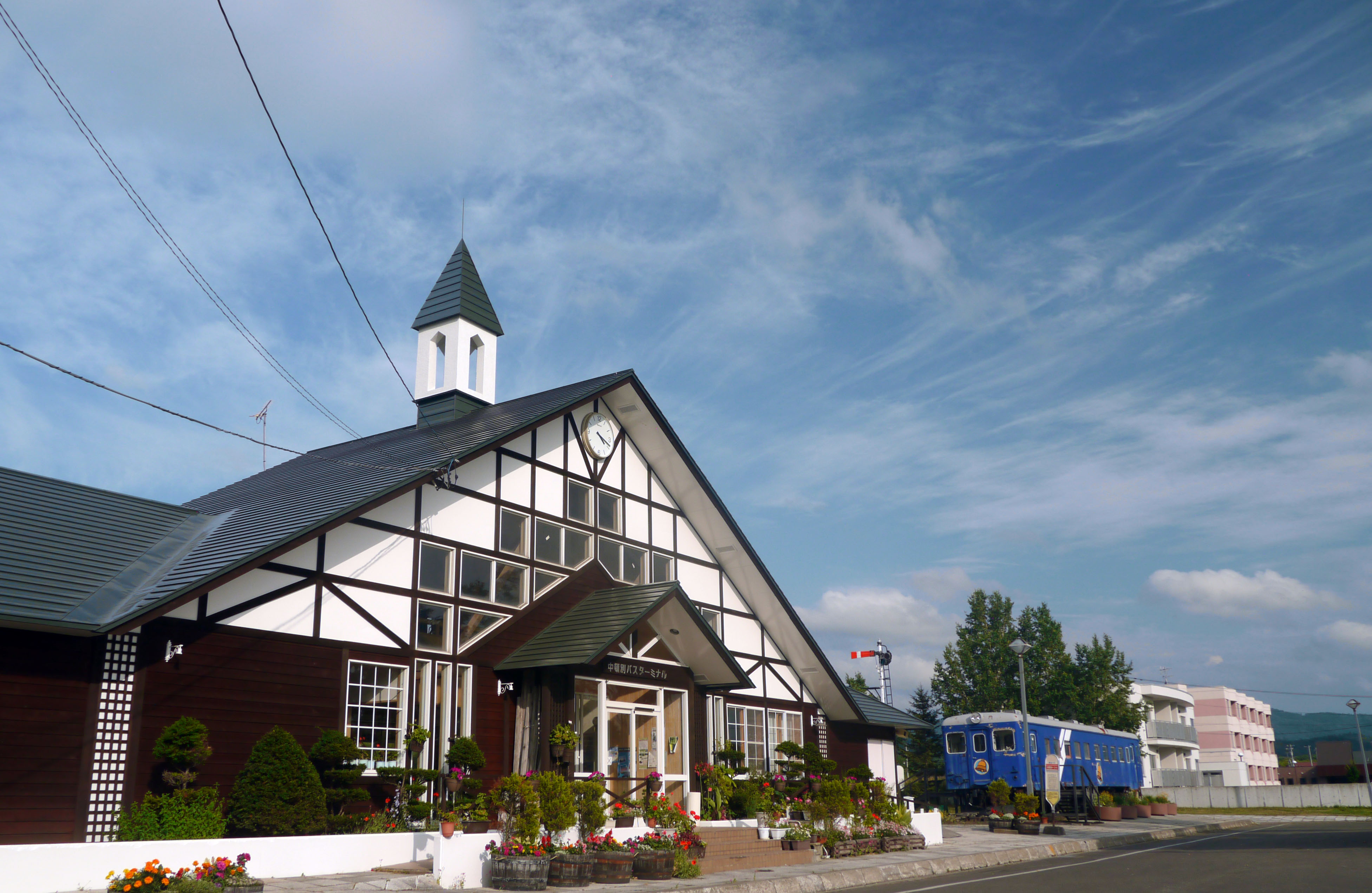
中頓別巴士總站內展示了KiHa22形

在車站大樓解體後，舊站於1990年（平成2年）11月由中頓別町負責重建為木製的中頓別町巴士總站，也建設了天北線紀念公園。
巴士總站內設置了宗谷巴士的櫃臺。前天北線替代巴士天北宗谷岬線和城際巴士乘入此總站。
在巴士總站二樓開設了鐵道紀念館，保守和展示了閉塞器、維護路軌用具、用品、「告別紀念商品」等展品。站前廣場中設有「天北線紀念公園」，公園內展出了KiHa22形KiHa22 208。車輛由細谷建設取得，後來寄贈給中頓別町。同時也修復了臂木式號誌機，並設置於公園內。KiHa22 208成為了門球使用者的休息室。車身顏色與現役時代的顏色相異，現時展出的產色是藍色。截至2010年（平成22年）也是同樣。截至2014年（平成26年）4月也是同樣。
上述提及由於保存中的車輛顏色為藍色，有計劃把該車輛塗上國鐵時代的顏色。

## 相鄰車站
北海道旅客鐵道（JR北海道）
天北線
上駒－中頓別－壽

## 注腳
1. 1 2 3 4 5 6 7  石野哲（編）. . JTB. 1998: 905. ISBN 978-4-533-02980-6 （日语）.
2. ↑  日本《官報》第1248號「鐵道院告示第46號」，大藏省印刷局：1916年9月27日，第529頁。
3. 1 2 3 4 5  曾根悟（監修）. 朝日新聞出版分冊百科編集部（編集） , 编. . 週刊朝日百科. 20号・宗谷本線／留萌本線. 朝日新聞出版. 2009-11-02: 14–17 （日语）.
4. 1 2  “公園全面完成 駅周辺が一変 中頓別”. 北海道新聞 (北海道新聞社). (1990年11月30日)
5. 1 2 3 4 5 6 7 8 9 10  書籍《国鉄全線各駅停車1 北海道690駅》（小學館，1983年7月發行）188頁。
6. ↑  札幌鉄道局編 (编). . 北彊民族研究会. 1939: 84. NDLJP: 1029473 （日语）.
7. ↑  中頓別町史 平成9年5月發行 P397/8,855,858
8. ↑  書籍《北海道道路地図 改訂版》（地勢堂，1980年3月發行）17頁。
9. ↑  《北海道道路地図 改訂版》16頁。
10. ↑  書籍《蒸気機関車完全名鑑 ビジュアル改訂版》（廣濟堂Best Book，2011年1月發行）39頁。
11. ↑  書籍《写真で見る北海道の鉄道（下）》（編：北海道新聞社，北海道新聞社，2002年12月發行）67頁。
12. 1 2  書籍《北海道の鉄道廃線跡》（著：本久公洋，北海道新聞社，2011年9月發行）244-247頁。
13. 1 2  書籍《全国保存鉄道III 東日本編》（監修：白川淳，JTB出版，1998年11月發行）45頁。
14. 1 2  天北線列車、懐かしの国鉄カラーに　屋外展示で風化、中頓別の有志修復へ （页面存档备份，存于）（日語）（北海道新聞，2021年5月28日）2021年5月28日參閲
15. 1 2  “JR天北線廃止25年 住民の足 面影今も”. 北海道新聞 (北海道新聞社). (2014年4月28日)
16. ↑  書籍《鉄道廃線跡を歩くIV》（JTB出版，1997年12月發行）24-25頁。
17. ↑  書籍《新 鉄道廃線跡を歩く1 北海道・北東北編》（JTB出版，2010年4月發行）17頁。